# Cara Lott
 (décembre 2014).
Si vous disposez d'ouvrages ou d'articles de référence ou si vous connaissez des sites web de qualité traitant du thème abordé ici, merci de compléter l'article en donnant les références utiles à sa vérifiabilité et en les liant à la section « Notes et références ».
Cara Lott , née le 16 août 1961 à Huntington Beach, Californie (États-Unis) et morte le 19 mars 2018 dans le comté d'Orange, Californie (États-Unis) est une actrice de films pornographiques américaine.

## Biographie
Elle a grandi à Huntington Beach, venant d'une famille catholique. À 18 ans, elle débute dans le mannequinat de lingerie puis travaille pour Hustler.
Elle décède d'une longue maladie le 19 mars 2018 dans le comté d'Orange en Californie.

## Récompenses et nominations

### Récompenses
- 2006 AVN Award Hall of Fame
- 2006 Legends of Erotica Awards Hall of Fame